# Commiphora mombassensis
Commiphora mombassensis är en tvåhjärtbladig växtart som beskrevs av Adolf Engler. Commiphora mombassensis ingår i släktet Commiphora och familjen Burseraceae. Inga underarter finns listade i Catalogue of Life.